# Monsters of Rock
Monsters of Rock var en musikfestival som hovedsagelig omhandlede heavy metal. Den blev afholdt i Donington Park i England hvert år.
Med undtagelse af et enkelt arrangement i 2006, har festivalen ikke været afholdt siden 1997. I 2003 blev der imidlertid startet en ny musikfestival kaldet Download Festival som en slags arving til Monsters of Rock.
Store bands har gennem tiden optrædt på Monsters of Rock, deriblandt Saxon, Iron Maiden, Metallica, My Chemical Romance, Marilyn Manson, Linkin Park, Kiss og Guns N' Roses.
Publikumsrekorden er på 107.000 personer, hvilket var da Iron Maiden optrådte i 1988. Under Guns N' Roses-koncerten i 1988 døde 2 mennesker, da de blev kvast mod scenen uden at nogen bemærkede det.
| Musik | Spire Denne musikartikel er en spire som bør udbygges. Du er velkommen til at hjælpe Wikipedia ved at udvide den. |

52°50′40″N 1°20′16″V / 52.8444°N 1.3377°V